# Yatsuhashi
Le yatsuhashi (八橋 ou 八ツ橋) est un gâteau japonais. C'est une spécialité de Kyōto. Le nom de yatshuhashi est tiré de celui d'un joueur de koto, appelé Yatsuhashi Kengyō (八橋検校).
Il existe deux types de yatsuhashi, une version cuite (焼き八橋) et une version à la vapeur (生八橋 littéralement, « yatsuhashi cru »).
Le yatsuhashi cuit est fait avec de la pâte de riz, de la poudre de cannelle et du sucre. Il a la forme d'un koto.
On utilise de la cannelle liquide au lieu de la poudre pour le yatsuhashi à la vapeur. Il contient souvent de la pâte de haricot rouge (anko) à l'intérieur. Mais aujourd'hui, certains d'entre eux contiennent du chocolat, de la confiture voire de la crème.